# Uvarus costaricensis
Uvarus costaricensis är en skalbaggsart som först beskrevs av Guignot 1939.  Uvarus costaricensis ingår i släktet Uvarus och familjen dykare. Inga underarter finns listade i Catalogue of Life.